# Ecomodernismo

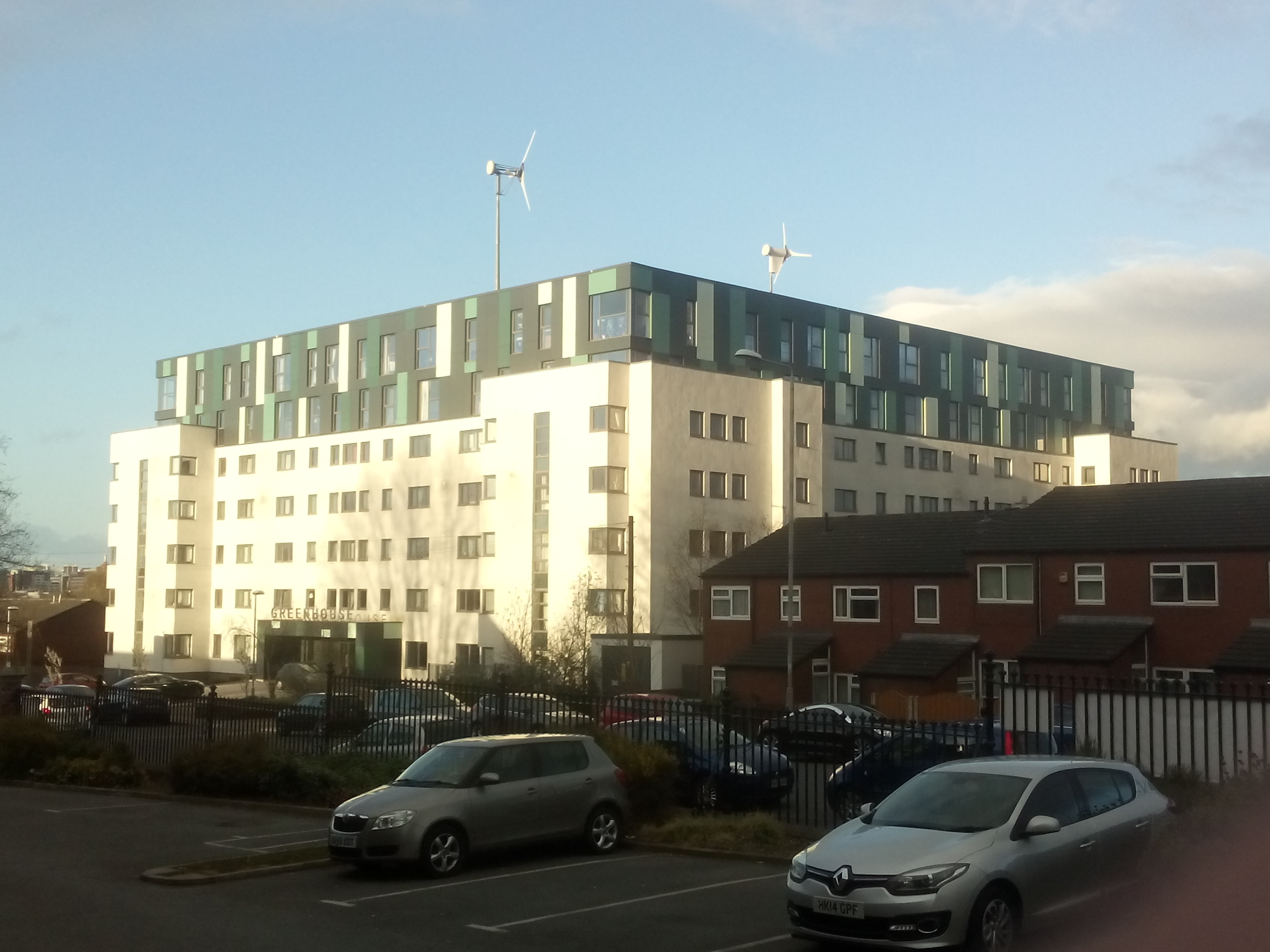
Greenhouse, Beeston, Leeds : un edificio que sus promotores definen como "ecomodernista"

El ecomodernismo es una filosofía ambiental que sostiene que el desarrollo tecnológico puede proteger la naturaleza y mejorar el bienestar humano a través del desacoplamiento ecoeconómico, es decir, separando el crecimiento económico de los impactos ambientales.
En lugar de un enfoque lineal de un proceso de diseño, basado en el fordismo y el taylorismo, el ecomodernismo abraza el modelo de la naturaleza donde "los residuos son comida" (waste equals food) de William McDonough y Michael Braungart, y el diseño de cuna a cuna inventado por Walter R. Stahel en la década de 1970, donde el diseño y la fabricación tenían como objetivo "cerrar el círculo". 

## Descripción
El ecomodernismo abarca la sustitución de los servicios del ecosistema naturales por energía, tecnología y soluciones sintéticas  siempre que ayuden a reducir el impacto sobre el medio ambiente.
El movimientoo surgió de la concepción académica de Eric Benson  y Peter Fine en un artículo publicado en 2010,  así como de varios artículos, documentos políticos y libros, incluido Whole Earth Discipline de Stewart Brand.  Varios debates, incluido el debate sobre cuándo el homo sapiens se convirtió en una fuerza dominante que actúa sobre los ecosistemas de la Tierra (las fechas de inicio propuestas para este Antropoceno van desde el advenimiento de la agricultura hace 10.000 años hasta la invención de las armas atómicas en el siglo XX). 
Entre otras cosas, los ecomodernistas abrazan la intensificación agrícola (agricultura intensiva), la agricultura de precisión, la agricultura vertical y la agricultura regenerativa, los alimentos genéticamente modificados y la agricultura celular (carne cultivada), el pescado procedente de granjas acuícolas, la desalinización, el reciclaje de residuos y la economía circular, la silvicultura sostenible y la ecología. restauración que incluye una amplia gama de proyectos que incluyen control de la erosión, reforestación, eliminación de especies no nativas y malezas, revegetación de tierras degradadas, iluminación natural de arroyos, reintroducción de especies nativas (preferiblemente especies nativas que tengan adaptación local) y hábitat y distribución. mejora de especies objetivo, conservación del agua, modelado de información de construcción en construcción sustentable, construcción sustentable e infraestructura sustentable, eficiencia de recursos, urbanización, ciudad inteligente, densidad urbana y verticalización, adopción de vehículos eléctricos y vehículos de hidrógeno, uso de espectáculos de luces con drones, mapeo de proyección y hologramas 3D para proporcionar alternativas tecnológicas sostenibles a los fuegos artificiales, automatización, captura y almacenamiento de carbono, almacenamiento de energía, materiales alternativos como bioplásticos y materiales de base biológica y materiales de alta tecnología, transición a energías limpias, es decir, sustitución de fuentes de energía de baja densidad de energía (por ejemplo, leña en países de bajos ingresos, que conduce a la deforestación) con fuentes de alta densidad de energía siempre que su impacto neto en el medio ambiente sea menor (plantas de energía nuclear y energías renovables avanzadas), impresión 3D, digitalización, miniaturización, servitización de productos y desmaterialización. Uno de los objetivos clave de una ética ambiental ecomoderna es el uso de la tecnología para intensificar la actividad humana y hacer más espacio para la naturaleza salvaje.       
Los debates que forman la base del ecomodernismo nacieron de la decepción con las organizaciones tradicionales que negaban fuentes de energía como la energía nuclear, lo que llevó a un aumento de la dependencia del gas fósil y un aumento de las emisiones en lugar de una reducción (por ejemplo la Energiewende).  Partiendo de posiciones científicas y pragmáticas basadas en evidencia, el ecomodernismo participa en el debate sobre cómo proteger mejor los entornos naturales, cómo acelerar la descarbonización para mitigar el cambio climático y cómo acelerar el desarrollo económico y social de los pobres del mundo. En estos debates, el ecomodernismo se distingue de otras escuelas de pensamiento, incluida la economía ecológica, el decrecimiento, la reducción de la población, la economía del laissez-faire, el camino de la "energía blanda" y la planificación central. El ecomodernismo se basa en el pragmatismo, la ecología política, la economía evolutiva y el modernismo estadounidenses. La diversidad de ideas y el disenso son valores reivindicados para evitar la intolerancia nacida del extremismo y el dogmatismo. 
Se han establecido organizaciones ecomodernistas en muchos países, incluidos Alemania,  Finlandia,  y Suecia.  Si bien la palabra 'ecomodernismo' solo se ha utilizado para describir el ambientalismo modernista desde 2013,  el término tiene una historia más larga en los escritos de diseño académico  y las ideas ecomodernistas se desarrollaron en varios textos anteriores, incluido Green Delusions de Martin Lewis,  Whole Earth Discipline de Stewart Brand y Rambunctious Garden de Emma Marris.  En su manifiesto de 2015, 18 ecomodernistas autoproclamados, incluidos académicos del Breakthrough Institute, la Universidad de Harvard, la Universidad de Jadavpur y la Long Now Foundation, buscaron aclarar la visión del movimiento: "afirmamos un ideal ambiental de larga data: que la humanidad debe reducir sus impactos sobre el medio ambiente para hacer más espacio para la naturaleza, mientras rechazamos otro, que las sociedades humanas deben armonizar con la naturaleza para evitar el colapso económico y ecológico ".  

## Un manifiesto ecomodernista
En abril de 2015, un grupo de 18 autodenominados ecomodernistas publicaron colectivamente An Ecomodernist Manifesto (Un manifiesto ecomodernista).   Los autores fueron: John Asafu-Adjaye, Linus Blomqvist, Stewart Brand, Barry Brook, Ruth DeFries, Erle Ellis, Christopher Foreman, David Keith, Martin Lewis, Mark Lynas, Ted Nordhaus, Roger A. Pielke, Jr., Rachel Pritzker, Joyashree Roy, Mark Sagoff, Michael Shellenberger, Robert Stone, y Peter Teague 
Los autores escribieron: "Aunque hasta ahora hemos escrito por separado, nuestras opiniones se discuten cada vez más. Nos llamamos ecopragmáticos y ecomodernistas. Ofrecemos esta declaración para afirmar y aclarar nuestros puntos de vista y describir nuestra visión de aprovechar los poderes extraordinarios de la humanidad para crear un buen Antropoceno..
En su manifiesto de 2015, los ecomodernistas, incluidos académicos del Breakthrough Institute,  la Universidad de Harvard, la Universidad de Jadavpur y la Long Now Foundation, ampliaron el alcance de la definición original de Eric Benson de 2010 y de Peter Fine: "establecemos un ideal ambiental a largo plazo, a saber, que la humanidad debe reducir sus impactos sobre el medio ambiente para dejar más espacio a la naturaleza, mientras rechazamos otro, que las sociedades humanas deben armonizar con la naturaleza para evitar el colapso económico y ecológico." 

## Recepción y crítica
Algunos periodistas medioambientales han elogiado Un manifiesto ecomodernista. En The New York Times, Eduardo Porter escribió aprobando el enfoque alternativo del ecomodernismo hacia el desarrollo sostenible.  En un artículo titulado Manifesto Calls for an End to "People Are Bad" Environmentalism, Eric Holthaus de Slate escribió: "Es inclusivo, emocionante y les da a los ambientalistas algo por lo que luchar para lograr un cambio".  La revista científica Nature publicó un editorial sobre el manifiesto. 
El ecomodernismo ha sido criticado por no reconocer adecuadamente lo que Holly Jean Buck, profesora asistente de Medio Ambiente y Sostenibilidad, dice que son las dimensiones explotadoras, violentas y desiguales de la modernización tecnológica.  La socióloga Eileen Crist, profesora asociada emérita, observó que el ecomodernismo se basa en una filosofía occidental del humanismo sin tener en cuenta las "libertades no humanas". Crist afirma:

La extinción masiva de formas de vida que la iniciativa humana ha puesto en marcha no recibe ninguna mención en el Manifiesto (y la extinción de especies se menciona una vez). Esta es una omisión sorprendente para un manifiesto "ecológico": las extinciones masivas son eventos geológicamente raros y catastróficos; después de cataclismos como estos del pasado, la diversidad biológica tardó millones de años en recuperarse, una escala de tiempo irrelevante para todas las generaciones humanas futuras. Y, sin embargo, la omisión de la extinción masiva tiene sentido desde el punto de vista del Manifiesto.

La geógrafa humana Rosemary-Claire Collard y sus coautores afirman que el ecomodernismo es incompatible con el capitalismo neoliberal, a pesar de que la filosofía afirma lo contrario.  Por el contrario, en su libro Ecomodernismo: tecnología, política y crisis climática, Jonathan Symons sostiene que el ecomodernismo pertenece a la tradición socialdemócrata, promueve una tercera vía entre el laissez faire y el anticapitalismo y pide inversiones estatales transformadoras en tecnología y desarrollo humano.  Asimismo, en "Un diagnóstico comprensivo del Manifiesto ecomodernista", Paul Robbins y Sarah A. Moore describen las similitudes y puntos de partida entre el ecomodernismo y la ecología política. 
Otra corriente importante de crítica hacia el ecomodernismo proviene de los defensores del decrecimiento o de la economía de estado estacionario. Dieciocho economistas ecológicos publicaron una larga réplica titulada "Una respuesta del decrecimiento a un manifiesto ecomodernista", escribiendo que "los ecomodernistas no proporcionan ni un modelo muy inspirador para futuras estrategias de desarrollo ni muchas soluciones a nuestros problemas ambientales y energéticos". 
En el diálogo anual del Breakthrough Institute en junio de 2015, varios académicos ambientales ofrecieron una crítica del ecomodernismo. Bruno Latour argumentó que la modernidad celebrada en Un manifiesto ecomodernista es un mito.  Jenny Price argumentó que el manifiesto ofrecía una visión simplista de la "humanidad" y la "naturaleza", que, según ella, se "hacen invisibles" al hablar de ellas en términos tan amplios. 

## Acciones pronucleares
Los defensores del ecomodernismo se declaran abiertamente pronucleares  y se oponen a otras organizaciones que también se reivindican ecologistas. 

### Campaña de rescate de la planta de energía nuclear de Diablo Canyon
En enero de 2016, varios autores del Manifiesto ecomodernista, junto con Kerry Emanuel, James Hansen, Steven Pinker, Stephen Tindale y el premio Nobel Burton Richter firmaron una carta abierta exigiendo que no se cerrara la planta de energía nuclear de Diablo Canyon.  La carta estaba dirigida al gobernador de California, Jerry Brown, al director ejecutivo de Pacific Gas &amp; Electric y a funcionarios del estado de California. 

### Salvar la energía nuclear de Illinois
En abril de 2016, Shellenberger, Brand y Lynas, autores del Manifiesto ecomodernista, junto con otros científicos y defensores del medio ambiente como Hansen, Richter y Emanuel, firmaron una carta abierta pidiendo la continuidad del funcionamiento de seis centrales nucleares en Illinois (Braidwood, Byron, Clinton, Dresde, LaSalle y Quad Cities).  En 2010, Illinois ocupaba el primer lugar en los Estados Unidos en términos de capacidad y producción nuclear.  y la producción de sus centrales nucleares representaba el 12 % del total de los Estados Unidos.  En 2010, el 48% de la electricidad de Illinois se generó a partir de energía nuclear.